# Judith de Leeuw (kunstschilder)

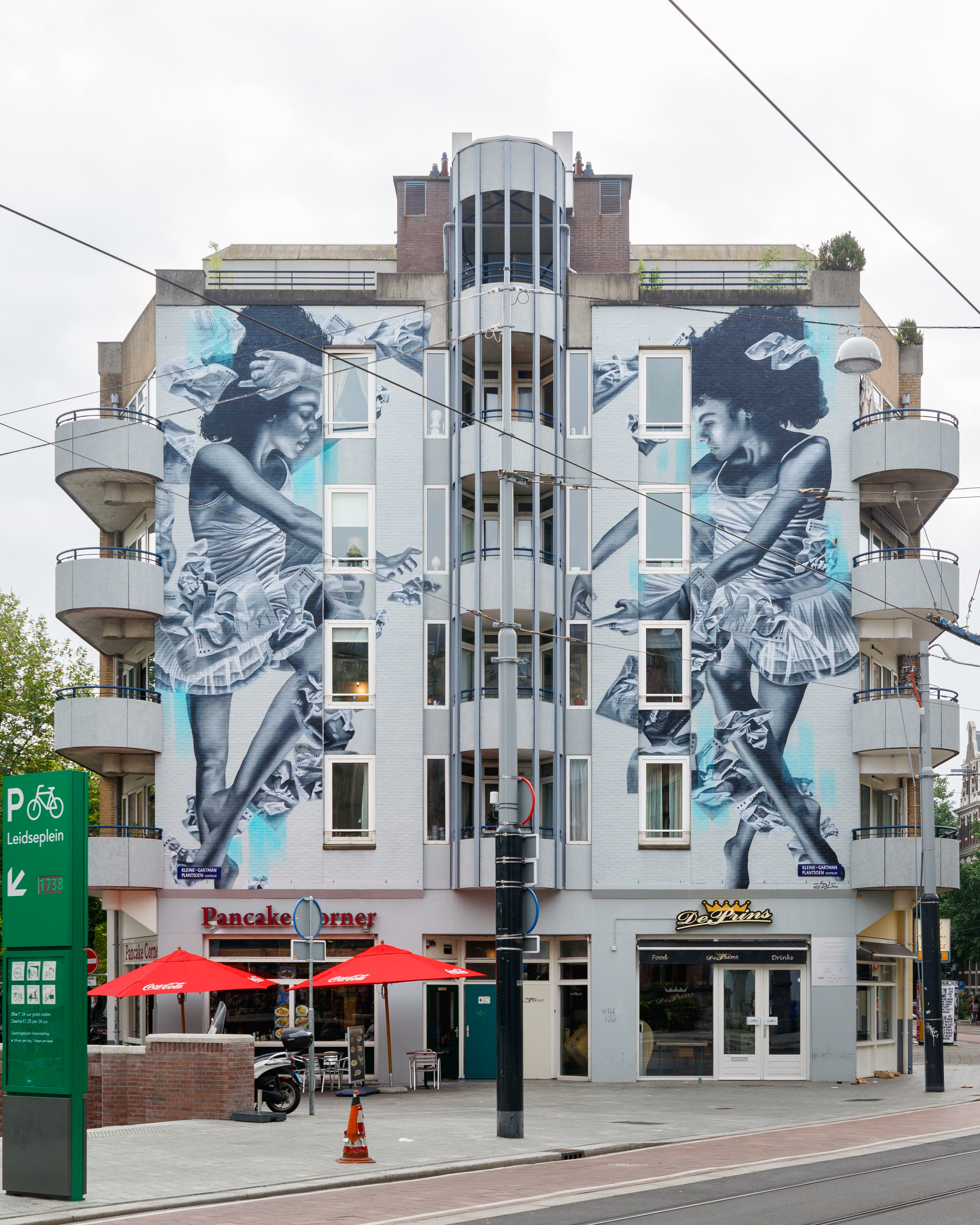
Diversity in bureaucracy van JDL Streetart aan het Kleine-Gartman Plantsoen in Amsterdam

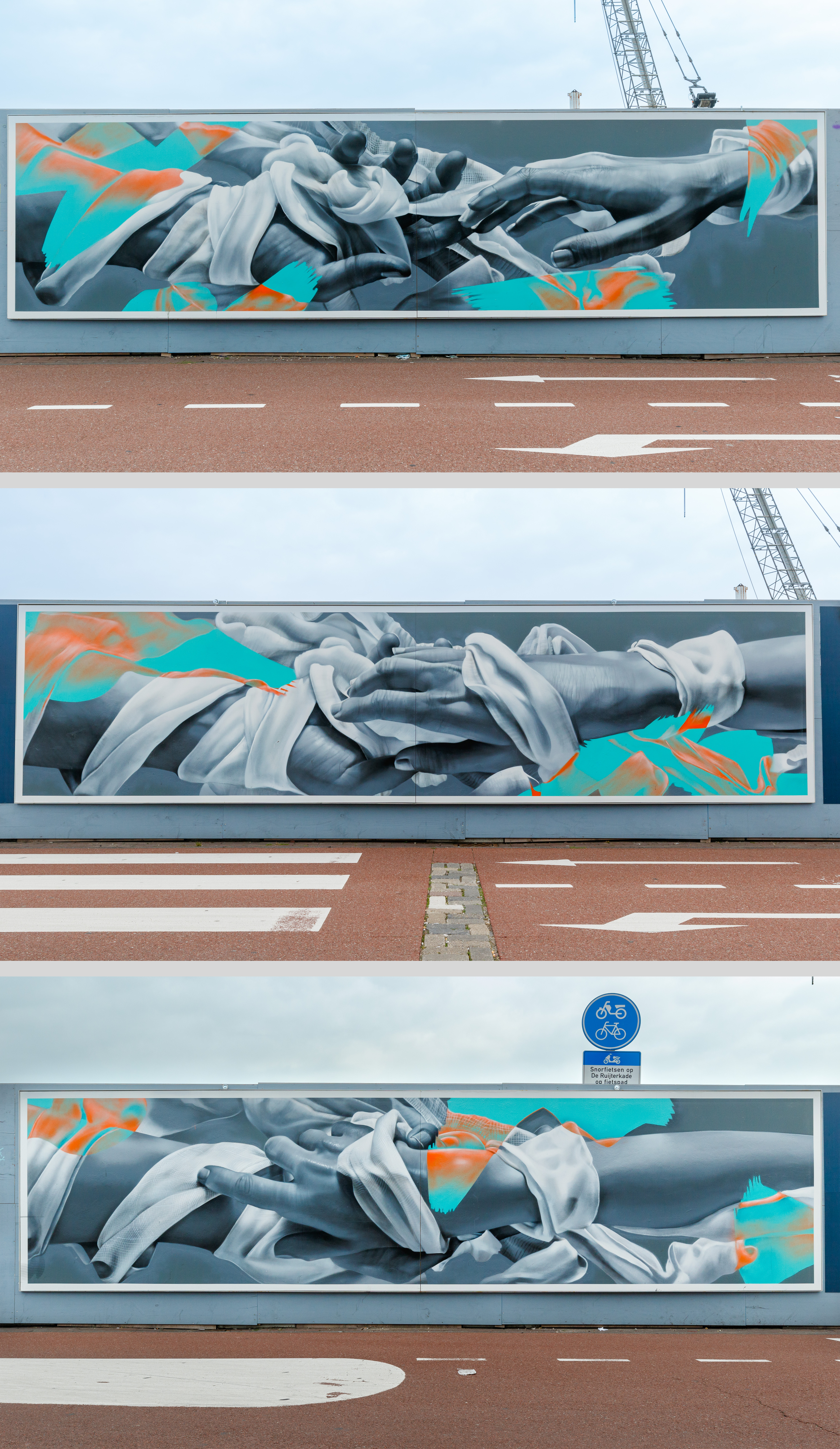
JDL Streetart, Closer In Distance, tijdelijk werk in Amsterdam

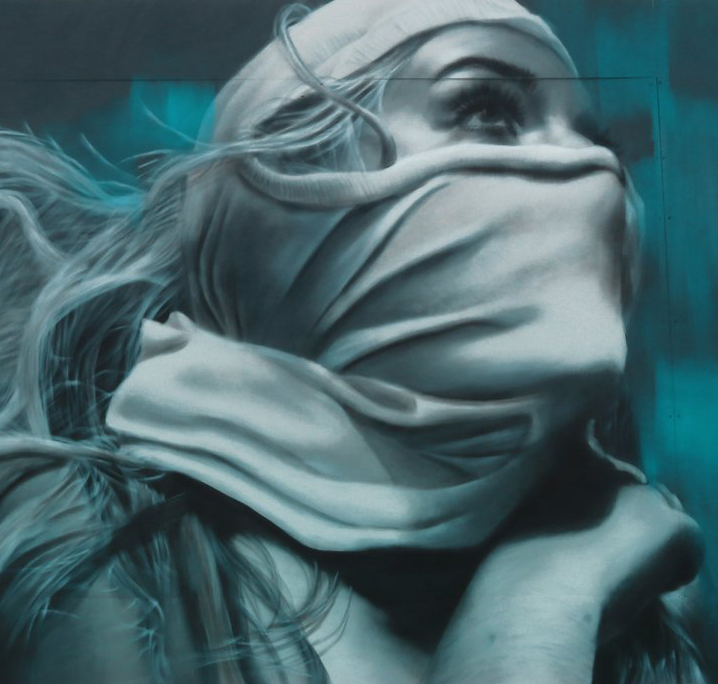
'About female empowerment' in La defense, Parijs

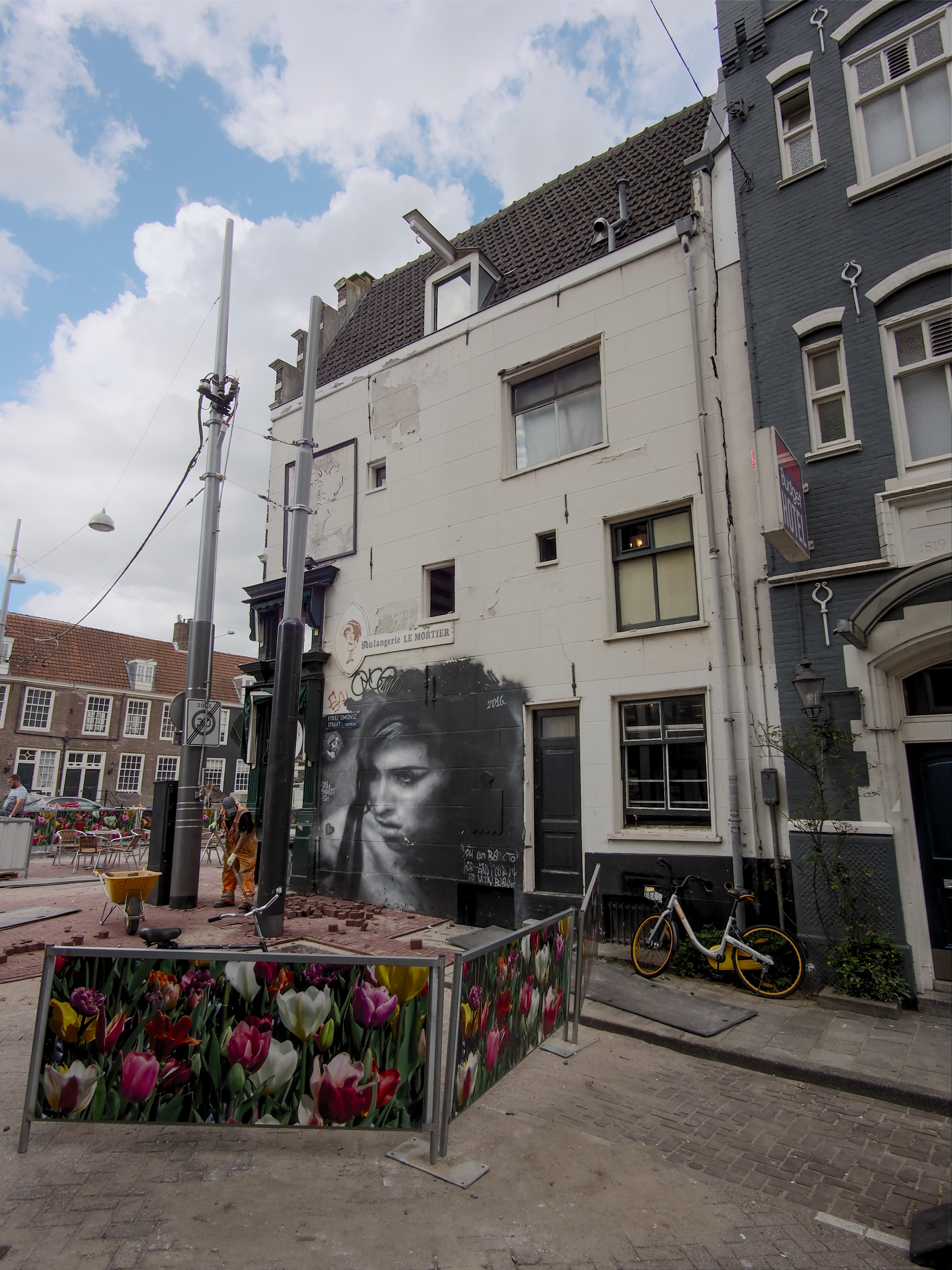
Amy Winehouse van Judith de Leeuw (2017)

Judith de Leeuw (Amsterdam, 1995) is een Nederlands straatkunstenaar. Ze is in binnen- en buitenland bekend onder JDL street art of JDL, omdat in veel buitenlandse talen haar naam niet goed uitspreekbaar is.  
De Leeuw begon als graffitischrijver in Amsterdam en reist de wereld over om muurschilderingen te realiseren. In 2017 won ze een Dutch Street Art Awards in de categorie Young Talent. In 2021 verkocht de Leeuw haar werk voor 2,9 miljoen dollar in cryptocurrency, waarvan ze 33% aan het goede doel doneerde.

## Biografie
JDL groeide op in een religieus gezin in Osdorp. Ze is dochter van een historicus (vader) en een expert in datasecurity (moeder). Volgens haar ouders had ze muzikaal talent; ze stimuleerden haar om pianiste te worden, dat werd het niet. Naar eigen zeggen kon ze wel goed leren, maar verveelde zich ook op school; ze zat continu te tekenen.
In de periode rond 2007 startte ze met jeugdvrienden op straat als graffitischrijver. Er volgde een woelige periode, ze raakte dakloos, en ze belandde op haar zeventiende in een jeugdinrichting met opname in een gesloten inrichting. Daar moest ze alles inleveren, maar mocht pen en papier behouden. Daar zette ze haar tekenen voort. Eenmaal weer terug in de buitenwereld (ze werd 18) besloot ze haar leven anders in te richten, onder andere probeerde ze een studie aan te vangen aan Art & Design (2015) en voor een jaar de Willem de Kooning Academie (2016). Alhoewel haar docenten haar tekenkwaliteiten onderstreepten, bleek die opleiding niet te voldoen; ze was niet geschikt voor de schoolbanken. Ze ging stage lopen bij het Street Art Museum, waar ze kon improviseren, maar ook doeken voor derden moest spannen. Ze ontdekte haar liefde voor muurschilderingen. Haar werk werd opgepakt door Amsterdamse horecaondernemers en die lieten haar werken schilderen, onder andere in 2017 een muurschildering in een pop-uprestaurant in Amsterdam-Oost.
Rond 2015 maakte ze de overgang naar realistische muurschilderingen en werd ze bekend door haar portret van Amy Winehouse (2016) in de Fokke Simonszstraat in Amsterdam. In diezelfde periode vroeg ze zich wel af of ze nog verder kon met dit werk, kreeg ze vanuit het buitenland verzoeken om muurschilderingen, schoorvoetend kwamen er ook binnenlandse verzoeken.
In 2018 maakte ze een acht verdiepingen tellende muurschildering van de rapper Winne aan het Kruisplein te Rotterdam.
Internationale erkenning zorgde ervoor dat er van haar meer dan dertig muurschilderingen te zien zijn in Europa, Azië en Amerika (zie rubriek Werk). De reeks werd onderbroken door de lockdowns als gevolg van coronapandemie en een infectie, die haar thuis hielden. Centraal thema in haar werk is ongelijkheid in onrecht.

## Werk
Permanent werk in de openbare ruimte (selectie)
- 2024: Behind the rainbow, Vijzelgracht, Lijnbaansgracht, Amsterdam
- 2023: Our land, Vijzelgracht, Amsterdam (illegaal)
- 2021: Diversity in bureaucracy, Kleine-Gartmanplantsoen, Amsterdam
- 2021: Closer in distance, De Ruijterkade, Amsterdam
- 2020: Outside in - Rome
- 2020: A beautiful pile of trash & connections - Mjölby
- 2019: The Messenger - Miami
- 2019: Power vs. Play⁠ - New York
- 2019: Pixelated portrait - New Rochelle
- 2019: Daily News - Wilhelmshaven
- 2019: Fall and rise - Pristina
- 2019: Alone together - Patras
- 2018: Making a career - Kuala Lumpur
- 2018: Finding the right path - Kuala Lumpur
- 2018: Winne - Rotterdam
- 2017: Myrthe Bolt - Heerlen
- 2017: untitled - Desaku (Maleisië)
- 2016: Amy Winehouse - Amsterdam (werd omstreeks 2017 verwijderd)

### Love is stronger than death
De Leeuw had langere tijd een getroebleerde verhouding tot haar vader. Toen de binding hersteld werd was hij al ziek; hij overleed vlak daarna aan kanker. Zij maakte vervolgens een vierluik onder de titel Love is stronger than death, verspreid over vier steden: Foggia in Italië, Targu Jiu in Roemenië, Belgrado in Servië en Tarente in Italië. De titel is ontleend aan een uitspraak van haar vader ("Liefde overwint de dood"). Het spuiten van het vierde deel werd onder de titel JDL-Behind the wall gefilmd door documentairemaakster Deborah Faraone Mennella, die eerder Fong Leng en Marte Röling portretteerde. Daarmee geeft ze aan dat veel (wereld)problemen zich "achter een muur" afspelen. Onder andere is te zien wat er mis kan gaan bij dit soort grote muurschildering (druppen van substantie en verkeerd geplaatste referentiepunten), maar ook haar bezoek aan het Paleis op de Dam op verzoek van koningspaar Willem-Alexander der Nederlanden en Máxima Zorreguieta. De Leeuw was daar de eerste uitgenodigde streetart-artiest ooit. De documentaire werd uitgezonden door AvroTros in de serie Close Up op 17 januari 2024. In die documentaire zong ze ook Lady van Regina Spektor, dat ze als verbinding met haar vader zag en omgekeerd.

## Prijzen en nominaties
| Jaar | Prijs                     | Categorie       | R           |
| ---- | ------------------------- | --------------- | ----------- |
| 2017 | Dutch Street Art Award    | Young Talent    | Gewonnen    |
| 2018 | Benelux Street Art Awards | Young Talent    | Genomineerd |
| 2019 | Young Amsterdam Award     | Kunst & cultuur | Gewonnen    |